# Okrug Guadalupe, Novi Meksiko
| Guadalupe                                                  |                              |
| Zemljovid Novog Meksika s označenim okrugom Guadalupe.     |                              |
| Zemljovid SAD s označenom saveznom državom Novim Meksikom. |                              |
| Osnovan:                                                   | 26. veljače 1891.            |
| Sjedište:                                                  | Santa Rosa                   |
| Najveće naselje:                                           | Santa Rosa                   |
| Površina:                                                  | 7.853 km2                    |
| Br. stanovnika (2010.):                                    | 4.687                        |
| Kongresni okrug:                                           | 2.                           |
| Vremenska zona:                                            | Stjenjačko vrijeme: UTC-7/-6 |
| Službene stranice:                                         |                              |

Guadalupe je okrug u američkoj saveznoj državi Novom Meksiku.

## Stanovništvo
Prema popisu stanovništva 2010., stanovnici su 70,4% bijelci, 1,7% "crnci ili afroamerikanci", 1,9% "američki Indijanci i aljaskanski domorodci", 1,3% Azijci, 0,0% Havajci ili tihooceanski otočani, 3,3% dviju ili više rasa, 21,4% ostalih rasa. Hispanoamerikanaca i Latinoamerikanaca svih rasa bilo je 79,6%.

## Vanjske poveznice
- Postal History Poštanski uredi u okrugu Guadalupeu, Novi Meksiko